# Tresabuela
Tresabuela es una localidad del municipio de Polaciones (Cantabria, España). Es un pequeño núcleo de población, con 27 habitantes en el año 2024. Tresabuela se sitúa en una ladera de fuerte pendiente, a 1000 m s. n. m. Dista tres kilómetros de Lombraña, la capital municipal. Celebra la festividad de san Ignacio de Loyola el 31 de julio. La localidad fue declarada en 2017 bien de interés cultural con la categoría de lugar cultural (sitio histórico).

## Naturaleza
De su flora destaca la presencia de hayedos y acebales, debido a la altitud a la que se encuentra, así como de robles en las laderas del sur. El municipio se divide en dos lotes de caza mayor: Lote Bárcena y Verdugal, perteneciente a la Reserva Nacional de Caza del Saja.

## Historia
En el Becerro de las Behetrías de Castilla (1351) aparece mencionado este lugar como perteneciente a la merindad de Liébana-Pernía. La dependencia eclesiástica de estos lugares significó que aún en tiempos del informe de Floridablanca, el alcalde ordinario lo nombraba el obispo de Palencia.

## Patrimonio

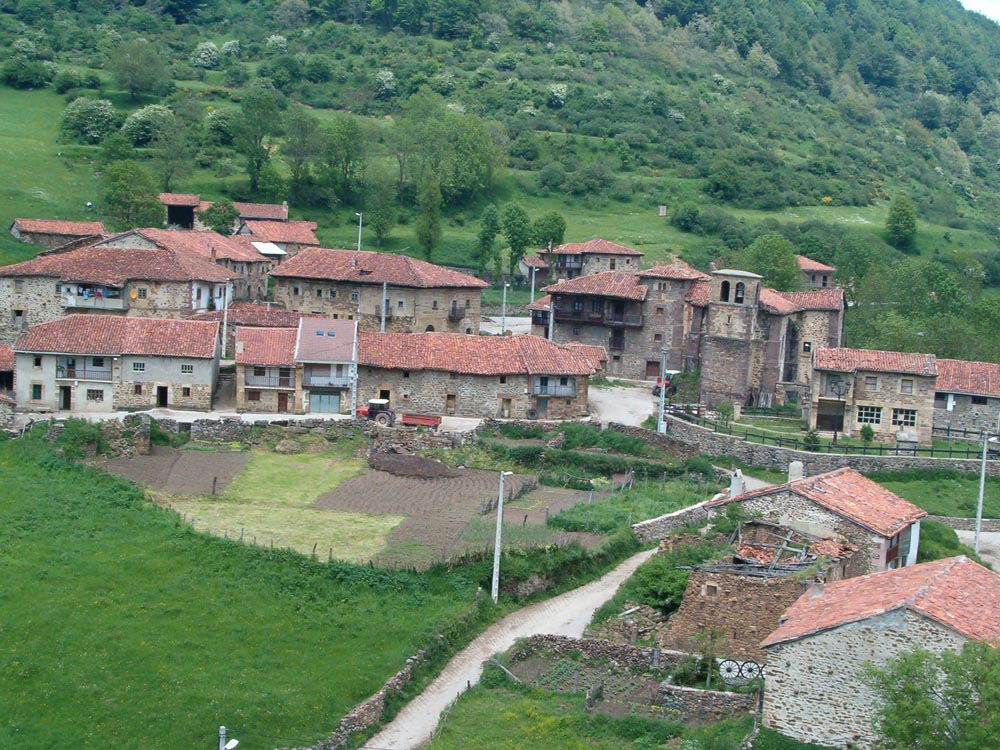
Vista general del pueblo

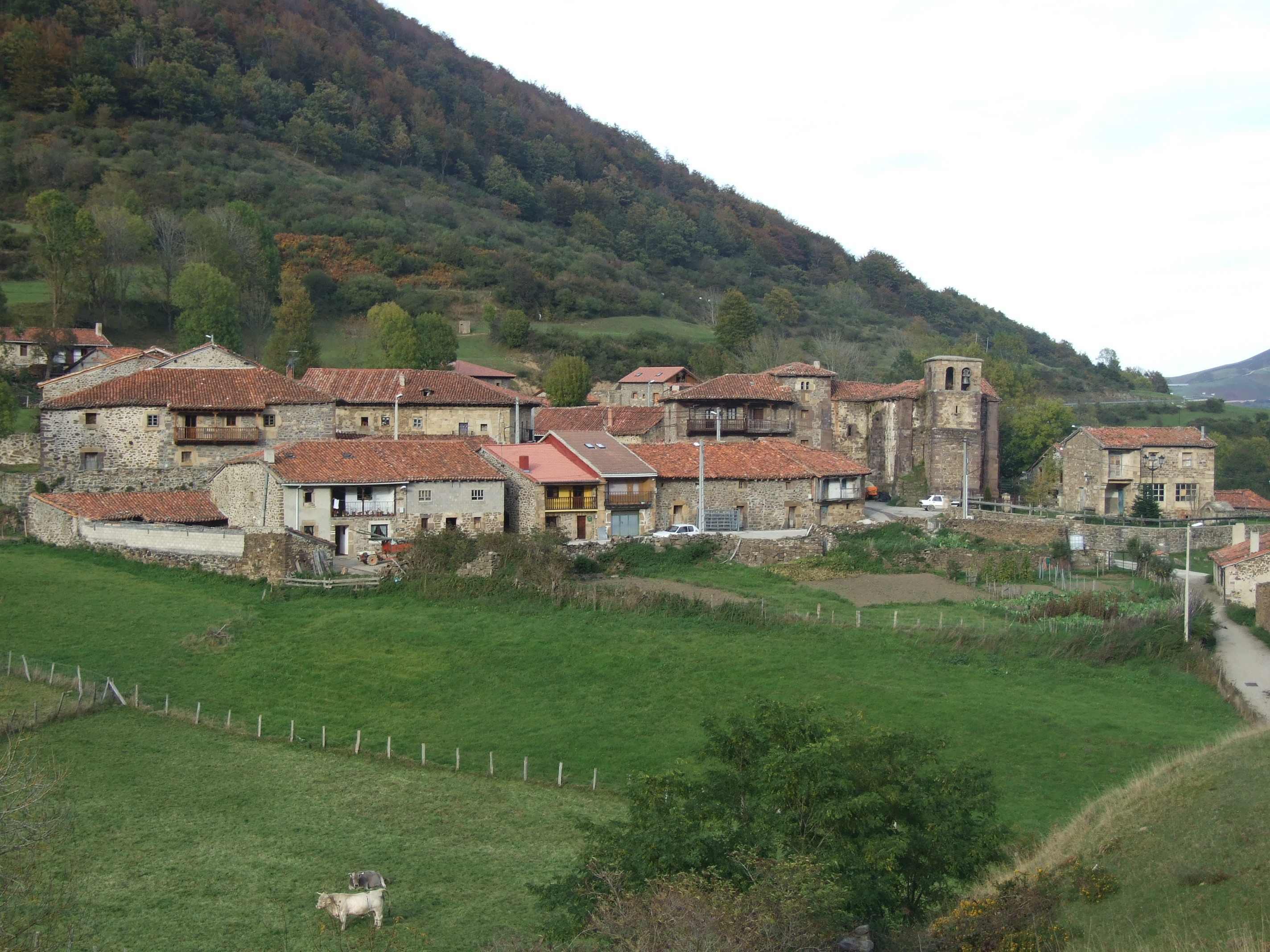
Vista del pueblo

Se encuentra en esta localidad el único Bien de Interés Cultural que hay en el municipio de Polaciones. Se trata de la Casa del Padre Rábago, que fue declarada Bien de Interés Cultural con la categoría de Lugar Cultural (Sitio Histórico) por Decreto 5/2004, de 22 de enero. Según indican dos inscripciones, la casa la mandó construir en 1747 Francisco Rábago y Noriega, atribuido al religioso nacido en Tresabuela en 1685 y fallecido en Madrid en 1763; este destacado eclesiástico fue confesor de Fernando VI y principal impulsor de la creación del obispado de Santander (1754) y de la declaración de esta localidad como ciudad (1755). No obstante, en agosto de 2016 se deja sin efecto esta protección del inmueble ya que se llegó a la conclusión de que en realidad la casa no era del ilustre cántabro, sino de un antiguo vecino de igual nombre. Algunos testimonios orales de vecinos de Tresabuela han indicado otro inmueble próximo a la iglesia de la localidad como la verdadera casa familiar del padre Rábago, aunque no existe documentación que lo avale.
Es un edificio con fachada principal orientada al sureste, de sillería de variada escuadría, con una piedra poco común en la zona. En el centro puede verse el escudo de armas de Rábago. Parece que no se terminó pues solo tiene una planta y parece adivinarse el arranque de otra superior. Ha desaparecido una balconada que ocupaba el frente de la casa, quedando solamente los mensulones del suelo, en piedra, y las muescas sobre los sillares donde se incrustaban los balaustres. La fachada posterior, orientada al noroeste, es de una calidad muy inferior, sin decoración y ejecutada en mampostería. Las dos fachadas están a distinto nivel, debido a la pendiente del terreno.
Enfrente de la Casa del Padre Rábago está la iglesia parroquial de San Ignacio de Loyola, con su torre. Es del siglo XVII y de estilo barroco montañés. En ella pueden verse las armas de Rábago, pues esta iglesia se reconstruyó a expensas del Padre Rábago. Alberga un retablo barroco del siglo XVIII.

## Personajes ilustres
- El Padre Rábago, (1685-1763), eclesiástico.
- Pedro Madrid, (1923-1997), rabelista.